# Trung tâm Lawrence Allen

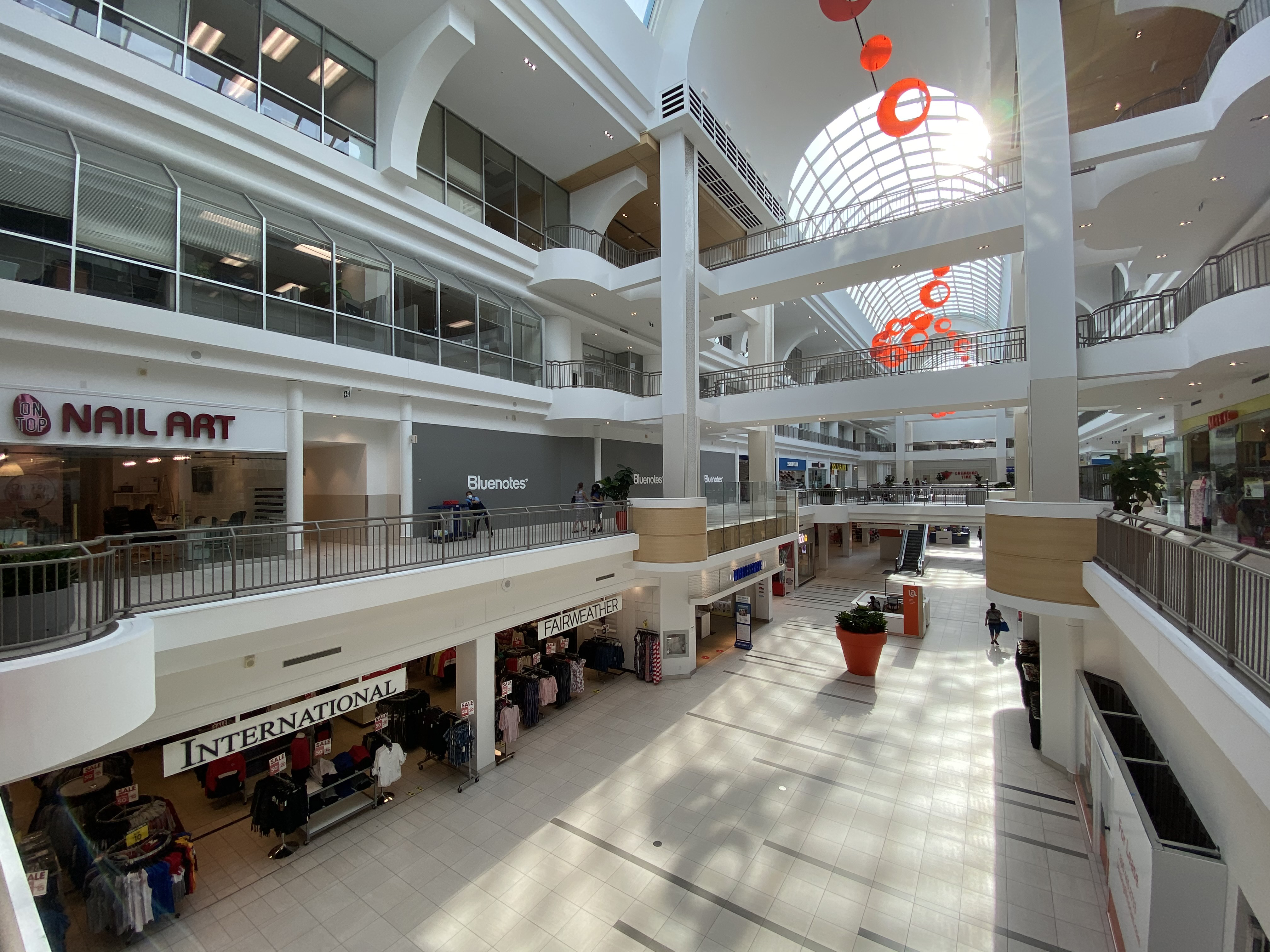
Bên trong trung tâm thương mại năm 2021

Trung tâm Lawrence Allen, tên cũ là Trung tâm Mua sắm Lawrence Square, là một trung tâm mua sắm nằm ở Toronto, Ontario, Canada. Trung tâm này do RioCan sở hữu và là một trong 20 trung tâm thương mại lớn của thành phố.